# Bathynomus richeri
Bathynomus richeri är en kräftdjursart som beskrevs av Lowry och Dempsey 2006. Bathynomus richeri ingår i släktet Bathynomus och familjen Cirolanidae.
Artens utbredningsområde är Nya Kaledonien. Inga underarter finns listade i Catalogue of Life.